# César Cals
César Cals de Oliveira Filho (Fortaleza, 30 de dezembro de 1926 — Fortaleza, 10 de março de 1991) foi um militar, engenheiro eletricista, engenheiro civil, professor, empresário e político brasileiro que exerceu as funções de governador do Ceará entre 1971 e 1975, senador da República entre 1979 e 1987 e ministro de Minas e Energia entre 1979 e 1985.

## Dados biográficos
Filho de César Cals de Oliveira e Hilza Diogo de Oliveira. Ingressou na Escola Militar do Realengo em 1943 formado-se em Engenharia Elétrica pelo Instituto Militar de Engenharia e em Engenharia Civil na Universidade Federal do Rio de Janeiro, voltou a Fortaleza e foi oficial de infantaria do 23º Batalhão de Caçadores, instrutor da Escola Preparatória e adjunto da chefia do Serviço de Obras da 10.ª Região Militar. Trabalhou no Departamento de Energia da Superintendência do Desenvolvimento do Nordeste, por indicação de Celso Furtado, foi diretor do Departamento de Energia Elétrica do Piauí, diretor e conselheiro da Eletrobras e presidente da Companhia Nordeste de Eletrificação e das Centrais Elétricas do Maranhão. Coronel reformado do Exército e professor de engenharia, foi conselheiro da Escola de Administração da Universidade Federal de Pernambuco.
Em 1970 foi escolhido governador do Ceará pelo presidente Emílio Garrastazu Médici e, para assumir o cargo, deixou a presidência da Companhia Hidrelétrica de Boa Esperança. Retornou à ribalta política ao ser referendado senador biônico pela ARENA em 1978, porém passou a maior parte de seu mandato como ministro das Minas e Energia do governo João Figueiredo, o que ocasionou a convocação do suplente. Em sua gestão como ministro houve a viabilização do Programa Nacional do Álcool, inclusive com a construção do primeiro carro a álcool no país. Em 1985, 1 milhão 200 mil veículos trafegavam pelo país movidos por esse combustível. A produção nacional de petróleo deu uma grande arrancada crescendo cerca de 230%. Em 5 de maio de 1984 inaugurou a Usina Hidrelétrica de Itaipu, considerada uma das maiores do mundo e, em novembro inaugurou as usinas de Sobradinho e Paulo Afonso IV. 
Ao lado de Virgílio Távora e Adauto Bezerra formou um triunvirato de coronéis que dominou a política cearense durante o Regime Militar de 1964, transferindo-se para o PDS em 1980. Disputou sua primeira eleição direta em 1986, quando foi candidato a reeleição ao Senado Federal, mas perdeu a disputa para Mauro Benevides e Cid Saboia de Carvalho. Em 1988, decidiu se filiar ao PSD, partido pelo qual seu filho Marcos disputou a prefeitura de Fortaleza naquele ano. É pai dos políticos César Cals Neto e de Marcos Cals. Faleceu em 1991, aos 64 anos, vítima de ataque cardíaco.